# The Dancing Cheat
The Dancing Cheat er en amerikansk stumfilm fra 1924 af Irving Cummings.

## Medvirkende
- Herbert Rawlinson som Brownlow Clay
- Alice Lake som Marie Andrews
- Robert Walker som Bobby Norton
- Jim Blackwell som Mose
- Ed Brady som Eddie Kane
- Harmon MacGregor som Downs